# Tabaré Silva
Tabaré Silva, né le 30 août 1974 à Mercedes, est un ancien footballeur international uruguayen évoluant au poste de défenseur.
Sa carrière se déroule entre 1993 et 2009 et il évolue dans son pays natal ainsi qu'en Espagne. En Uruguay, il joue principalement en 1re division tandis que sur les 6 saisons passées en Europe, quatre le sont au 2e échelon. Entre 1994 et 2000, il est appelé à 20 reprises en sélection nationale et glâne le titre de champion d'Amérique du Sud en 1995.

## Palmarès
| Compétitions internationales          | Compétitions nationales                                                                                |
| - Copa América (1) - Vainqueur : 1995 | - Championnat d'Uruguay - Vice-champion : 1994, 1997 - Championnat d'Espagne D2 (1) - Vainqueur : 2001 |